# Juan José Silva Delgado
Juan José Silva Delgado (Salto, Uruguay, 29 de julio de 1921 - Montevideo, Uruguay, 14 de febrero de 2005), fue un magistrado uruguayo, miembro de la Suprema Corte de Justicia de su país entre 1983 y 1985.

## Primeros años
Nació en Salto el 29 de julio de 1921, hijo de Wenceslao Silva Bentancurt y de Albertina Delgado.
Era hermano mayor del reconocido arquitecto y paisajista Leandro Silva Delgado y de Adolfo Silva Delgado, director de la Biblioteca Nacional en la década de 1970. 
Cursó estudios en la Facultad de Derecho de la Universidad de la República hasta obtener el título de abogado.

## Juez de Paz
En agosto de 1951 inició su carrera judicial al ser designado Juez de Paz de la 1° sección judicial de Paysandú, con sede en la ciudad de Paysandú.

## Juez Letrado en el interior
En agosto de 1954 fue ascendido al cargo de Juez Letrado de Paysandú de Primer Turno.
En noviembre de 1957 fue trasladado al Juzgado Letrado de Duraznoy en diciembre de 1960 pasó a ser Juez Letrado de Lavalleja.

## Juez Letrado en la capital
En 1962 ascendió a cumplir funciones como Juez Letrado en Montevideo, ocupando inicialmente la titularidad del Juzgado Letrado de Instrucción y Correccional de Segundo Turnohasta que en marzo de 1965 fue nombrado Juez Letrado de Primera Instancia en lo Civil de 14° Turno.

## Tribunal de Apelaciones
En 1973 recibió un nuevo ascenso, ocupando inicialmente el puesto de ministro del Tribunal de Apelaciones en lo Penal de Segundo Turno,pasando luego al de la misma materia de Primer Turno,hasta que en noviembre de 1978 fue trasladado al Tribunal de Apelaciones en lo Civil de Segundo Turno.

## Suprema Corte de Justicia
El 2 de enero de 1983 el Consejo de la Nación lo eligió por unanimidad, a propuesta del Poder Ejecutivo, como miembro de la Suprema Corte de Justicia, para cubrir la vacante generada por el fallecimiento de Erik Colombo.
Ocupó la Presidencia de la Corte durante el año 1984.
Luego del dictado del Decreto Constitucional-Acto Institucional número 12, en noviembre de 1981, que había derogado el número 8 de 1977, había quedado restablecido el carácter de Poder del Estado del Poder Judicial y el nombre de Suprema Corte de Justicia a su órgano máximo. Sin embargo, no le habían sido devueltas sus competencias tradicionales consagradas en la Constitución de 1967, sino que todo lo relativo a la administración del Poder Judicial, designación y traslado de jueces había sido confiado a un nuevo órgano denominado Consejo Superior de la Judicatura, presidido por el ministro de Justicia y con integración mixta de miembros magistrados y no magistrados.El Poder Judicial solo recobraría la plenitud de su independencia y sus funciones constitucionales con el restablecimiento de la democracia en 1985. 
Al aproximarse la misma, presentaron su renuncia tres de los cinco ministros que integraban la Suprema Corte y habían sido designados por las autoridades de la dictadura cívico-militar instaurada en 1973: primero José Pedro Gatto de Souza y Ramiro López Rivas, en diciembre de 1984, y luego Sara Fons de Genta en febrero de 1985. La Asamblea General democráticamente electa que asumió funciones el 15 de febrero de 1985 resolvió, en sesión celebrada entre los días 6 y 7 de mayo, declarar vacantes la totalidad de los cargos de la Suprema Corte de Justicia, por entender que los dos restantes integrantes que permanecían en ella (Silva Delgado y Rafael Addiego Bruno) carecían de investidura legítima por haber sido designados durante el período dictatorial, y entendió que el plazo de 90 días con que contaba para llenar dichas vacantes corría a partir de la instalación del Parlamento.Silva Delgado acató la decisión y presentó su renuncia.
Al borde de finalizar el plazo constitucional, el 15 de mayo de 1985, la Asamblea General eligió a los nuevos integrantes de la Corte, Jacinta Balbela de Delgue, Nelson Nicoliello, Armando Tommasino, Nelson García Otero y Addiego Bruno, siendo este el único reelecto y que continuó en su cargo de los actuantes en el período anterior.

## Actividades posteriores. Fallecimiento
En años posteriores a su retiro como magistrado, Silva Delgado se desempeñó como primer director del Centro de Estudios Judiciales del Uruguay, la escuela de formación de magistrados del país, creada en 1987.
Falleció en Montevideo el 14 de febrero de 2005, a los 83 años de edad.